# Cholnoky-gejzírkúp

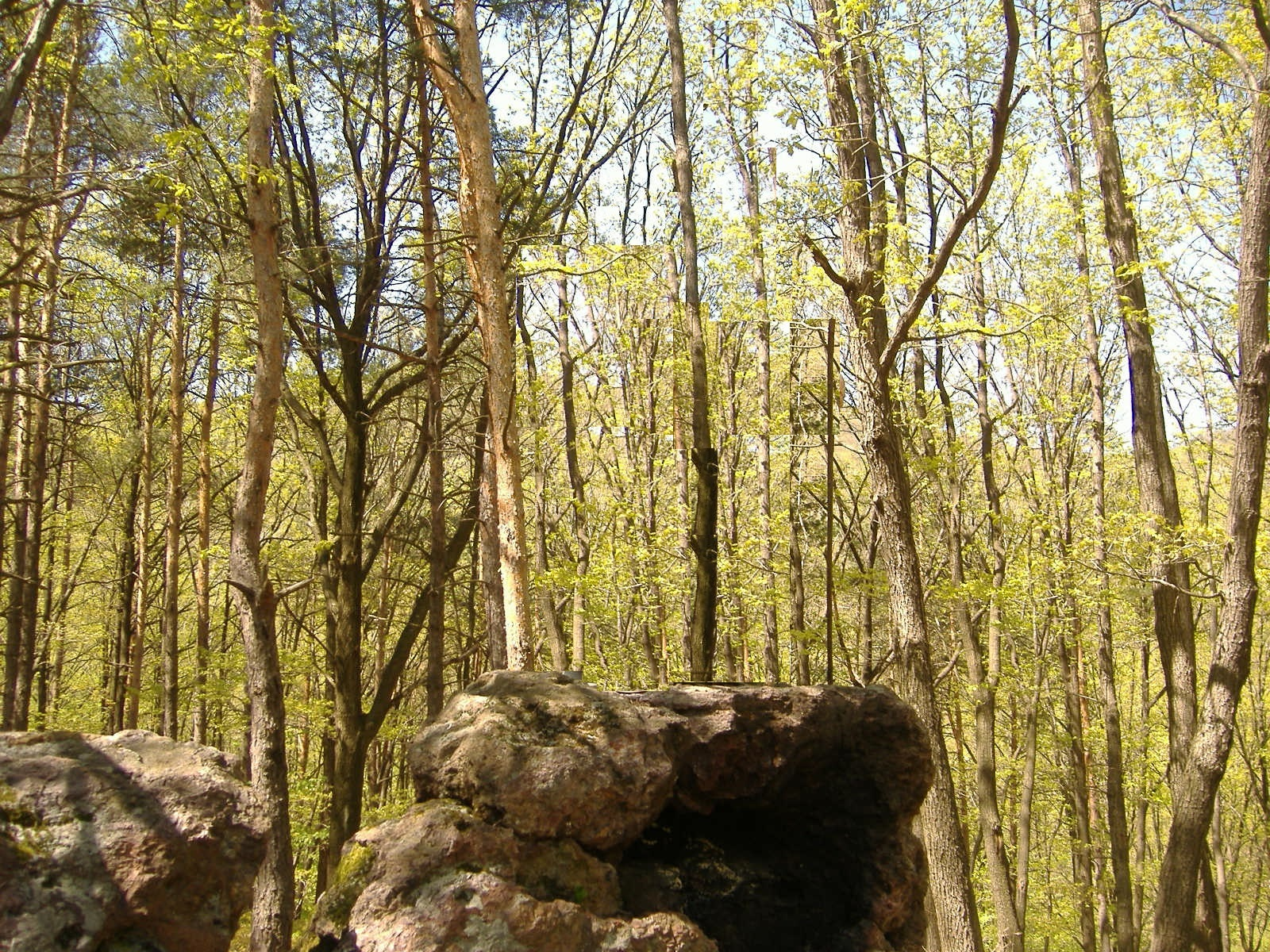
Sátoraljaújhely, Cholnoky-gejzírkúp

A Cholnoky-gejzírkúp Sátoraljaújhely várostól nyugatra, az egykori vulkán kalderájának lepusztulásával kialakult Sátor-hegyek öblében létrejött kb. 300 m átmérőjű hidrokvarcit kúp, amit Cholnoky Jenő földrajztudósról nevezték el.
A gejzírkúp tetején kiálló, a vas-oxid-tartalmú ásványok miatt vöröses színezetű sziklaképződmény, a "gejzírkő" gejzirit elnevezésű kőzetanyaga egy nagy kovasavtartalmú hévforrás vizéből vált ki.

## Leírás

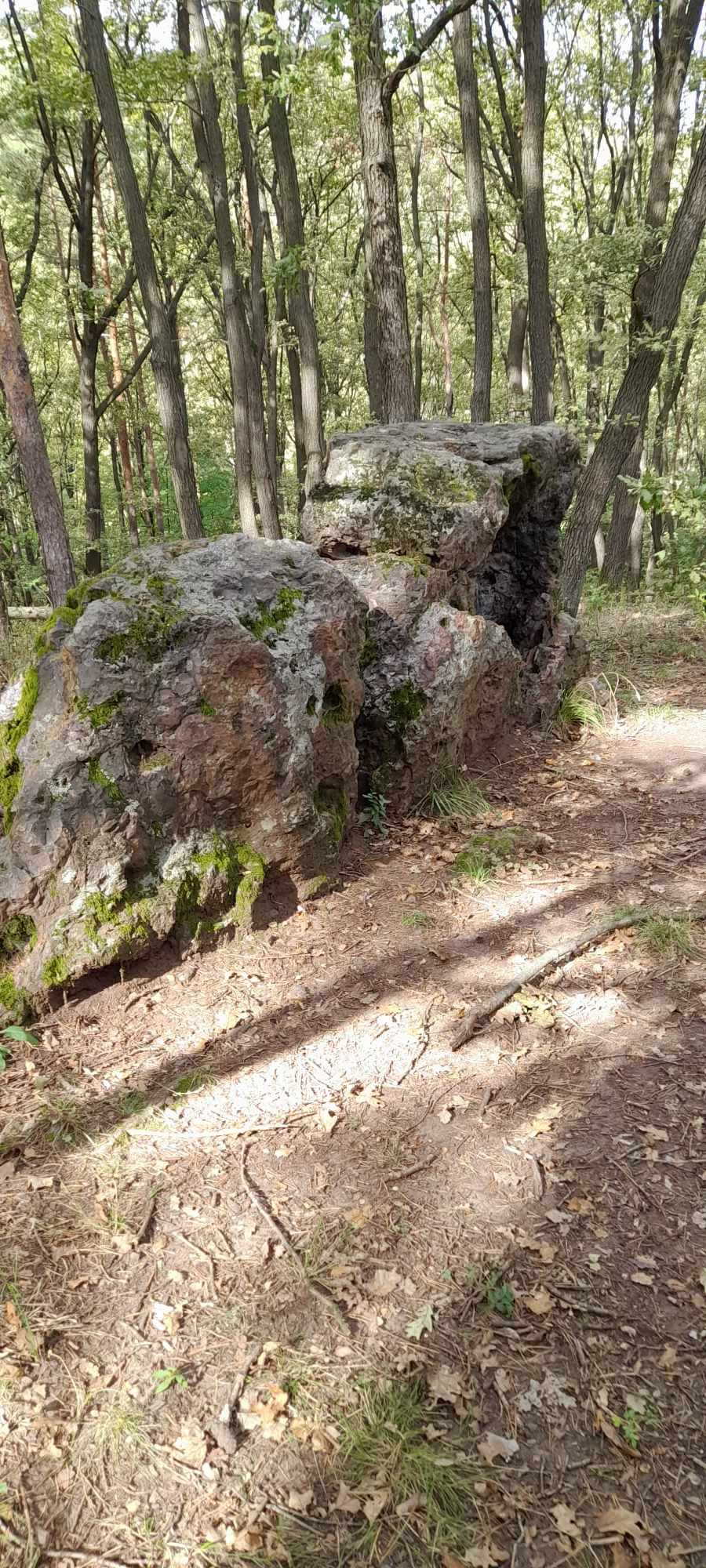
Sátoraljaújhely, gejzírkő

A Kecske-hát és a Szár-hegy között, a többi hegyek által körülölelve található egy hidrokvarcit anyagú gejzírkő. Egy elnyúlt, lapos nyereg ez amely a Zsólyomka-völgy és a Májuskút-völgy felől egyaránt megközelíthető. A régmúltban céhes mesterek jártak ide mulatozni, ekkor Tánchely volt a neve. Később is kedvelt kirándulóhely volt, Cserkészpálya, majd Erdei játszótér néven ismerték és látogatták a helyiek.
Cholnoky Jenő geológus az 1900-as évek elején kisebb gejzírkúpként írta le a ma is látható szikla környékét. A vulkáni utóműködés során itt időszakonként hőforrásként feltörő víz nyílása körül az évezredek során keresztül kivált hidrokvarcit kúpott épített. A vöröses színek a szilikát kőzetbe keveredett vas-oxid és más szennyező anyagok hatását mutatják. Ugyancsak a vas jelenléte okozza, hogy a környező talajok vöröses színűek. A Zsólyomka-völgy gejzírkőhöz közeli szakasza Veres-föld néven ismeretes.

## Perilla legendája
Újhelyi hagyományok szerint ez a vidék az emberek megjelenése előtt Perilla tündér birodalma volt. A tündér vetélytársa volt a szomszéd hegyekben élő Nimfának. Ő bosszúból úgy büntette meg a csábító Perillát, hogy a mai Magas-hegy tetejéről rettenetes tüzet bocsátott ki, amely Perillát a kedvesével együtt a Sátor-hegy alá temette.

## Megközelítés
Sátoraljaújhely központjából a "Z", a Bányi-nyereg felől, az Országos Kéktúra útvonaláról kis kitérővel, a "K+" jelzésen, stb. Ezek egyikén el kell jutni a kb. 600 m hosszúságú "zöld háromszög" jelű útra, ennek középpontja a gejzírkúp csúcsa, mely egyben a Zemplén Kalandpark részét képező tanösvény, a Magas-hegyi tanösvény 14. számú állomása.